# Discografia de Rouge
A discografia de Rouge, um girl group de música pop brasileiro, compreende cinco álbum inéditos, um álbum remix, dois Eps, uma coletânea,  três DVDs e dezessete singles, sendo doze próprios, duas participações e dois singles promocionais. As integrantes foram selecionadas dentre 30 mil candidatas e assinaram um contrato com a gravadora Sony Music. O primeiro álbum de estúdio do grupo, Rouge (2002), vendeu mais de 2 milhões de cópias no Brasil. O sucesso do álbum foi impulsionado pelas canções "Não Dá pra Resistir", "Beijo Molhado" e, principalmente, "Ragatanga", este que ajudou a estabelecer o grupo como um fenômeno nacional, sendo denominado de "as Spice Girls brasileiras". Com o sucesso do álbum de estreia do grupo, ainda no mesmo ano foi lançado um álbum de remixes intitulado Rouge Remixes, visando o público da música eletrônica. O segundo álbum de estúdio, C'est La Vie (2003), vendeu aproximadamente 900 mil cópias, e produziu os hits "Brilha la Luna" e "Um Anjo Veio me Falar". Após a saída de Andrade, as quatro integrantes remanescentes prosseguiram e lançaram os álbuns Blá Blá Blá (2004) e Mil e uma Noites (2005).
O grupo se separou pela primeira vez em 2006, quando o contrato com a Sony Music expirou e não foi renovado. Ao longo dessa primeira fase, que durou quatro anos, o grupo vendeu cerca de 6 milhões de discos, tornando-se o grupo feminino mais bem sucedido do Brasil  e recebeu ao todo, três discos de ouro, três discos de platina, um disco de platina dupla pela ABPD. Sob a orientação de seu mentor e empresário, o produtor musical Rick Bonadio, elas embarcaram em turnês esgotadas pelo Brasil e diversos países da América Latina, Europa e África. Também foram estrelas de comerciais e programas de televisão, bem como os rostos de diversos produtos licenciados como álbuns de figurinhas, sandálias e bonecas. 
As integrantes retomaram as atividades com o grupo em outubro de 2017, com shows esgotados por todo país. O retorno marcou o relançamento dos álbuns anteriores nas plataformas digitais, com os quatro álbuns alcançando o Top 10 do iTunes brasileiro e sete músicas no Top 100 de singles, além de sete músicas entrarem no Top 200 do Spotify Brasil.. Em 2018, elas deram início ao lançamento de músicas inéditas, começando pelos singles, Bailando, Dona da Minha Vida e posteriormente a canção Solo Tu. Além disso, elas lançaram o EP 5, o quinto álbum de estúdio, Les 5inq e o EP visual Rouge Sessions - De Portas Abertas. Em 2019, um novo hiato foi anunciado por tempo indeterminado.

## Álbuns

### Álbuns de estúdio
| Álbum                                                                                  | Detalhes                                                                                            | Melhores posições | Melhores posições | Vendas        | Certificações     |
| Álbum                                                                                  | Detalhes                                                                                            | BRA               | BRA (Anual)       | Vendas        | Certificações     |
| -------------------------------------------------------------------------------------- | --------------------------------------------------------------------------------------------------- | ----------------- | ----------------- | ------------- | ----------------- |
| Rouge                                                                                  | - Lançamento: 19 de agosto de 2002 - Formatos: CD, download digital - Gravadora: Columbia, Sony     | 1                 | 2                 | - : 2.000.000 | - PMB: 2× Platina |
| C'est La Vie                                                                           | - Lançamento: 06 de Maio de 2003 - Formatos: CD, download digital - Gravadora: Columbia, Sony       | 3                 | 17                | - : 900.000   | - PMB: Platina    |
| Blá Blá Blá                                                                            | - Lançamento: 16 de agosto de 2004 - Formatos: CD, download digital - Gravadora: Columbia, Sony     | —                 | —                 | - : 135.000   | - PMB: Ouro       |
| Mil e Uma Noites                                                                       | - Lançamento: 27 de junho de 2005 - Formatos: CD, download digital - Gravadora: Columbia, Sony      | —                 | —                 | - : 50.000    |                   |
| Les 5inq                                                                               | - Lançamento: 1º de fevereiro de 2019 - Formatos: LP, digital download, streaming - Gravadora: Sony | —                 | —                 |               |                   |
| "—" denota álbuns que não entraram nas paradas musicais ou não foram lançados no país. | |                   |                   |               |                   |

### Extended plays(EPs)
| Álbum                              | Detalhes                                                                                |
| ---------------------------------- | --------------------------------------------------------------------------------------- |
| 5                                  | - Lançamento: 8 de outubro de 2018 - Formatos: EP, download digital - Gravadora: Sony   |
| Rouge Sessions - De Portas Abertas | - Lançamento: 4 de fevereiro de 2019 - Formatos: EP, download digital - Gravadora: Sony |

### Coletâneas
| Rouge Remixes                                                                          | - Lançamento: novembro de 2002 - Formatos: CD - Gravadora: Columbia, Sony                      | 27 | - : 150.000 |
| Rouge                                                                                  | - Lançamento: 11 de novembro de 2003 - Formatos: CD - Gravadora: Columbia, Sony                | —  |             |
| Mil e Uma Noites                                                                       | - Lançamento: 27 de junho de 2005 - Formatos: CD, download digital - Gravadora: Columbia, Sony | —  | - : 50.000  |
| "—" denota álbuns que não entraram nas paradas musicais ou não foram lançados no país. |                                                                                                |    |             |

### Álbuns de vídeo
| Álbum                      | Detalhes                                                              | Vendas      | Certificações  |
| -------------------------- | --------------------------------------------------------------------- | ----------- | -------------- |
| O Sonho de Ser Uma Popstar | - Lançamento: dezembro de 2002 - Formatos: DVD, VHS - Gravadora: Sony | - : 65.000  | - PMB: Platina |
| C'est La Vie               | - Lançamento: 26 de abril de 2003 - Formatos: DVD - Gravadora: Sony   |             |                |
| A Festa dos Seus Sonhos    | - Lançamento: 3 de dezembro de 2003 - Formatos: DVD - Gravadora: Sony | - : 200.000 | - PMB: Platina |

## Singles
| "Não Dá pra Resistir" | 2002 | Tabela inexistente | Rouge                     |
| "Nunca Deixe de Sonhar" (part. KLB) | 2002 | Tabela inexistente | Rouge                     |
| "Ragatanga" (part. Las Ketchup) | 2002 | 1                  | Rouge                     |
| "Beijo Molhado" | 2003 | 4                  | Rouge                     |
| "Brilha La Luna" | 2003 | 2                  | C'est La Vie              |
| "Um Anjo Veio Me Falar" | 2003 | 6                  | C'est La Vie              |
| "Vem Cair na Zueira" | 2003 | 19                 | C'est La Vie              |
| "Blá Blá Blá" | 2004 | 6                  | Blá Blá Blá               |
| "Sem Você" | 2004 | 17                 | Blá Blá Blá               |
| "Vem Dançar" | 2004 | —                  | Blá Blá Blá               |
| "Pá Pá Lá Lá" | 2004 | —                  | Blá Blá Blá               |
| "Vem Habib (Wala Wala)" | 2005 | 9                  | Mil e Uma Noites          |
| "O Amor é Ilusão" | 2005 | Tabela encerrada   | Mil e Uma Noites          |
| "Bailando" | 2018 | Tabela encerrada   | Adicionado à nenhum álbum |
| "Dona da Minha Vida" | 2018 | Tabela encerrada   | Les 5inq                  |
| "Solo Tu" | 2019 |                    | Les 5inq                  |
| "—" denota singles que não entraram nas paradas musicais ou não foram lançados no país. A parada de singles publicada pela Isto É Gente foi iniciada em 2002 com "Ragatanga" em primeiro lugar, sendo encerrada encerrada em 2005. |      |                    |                           |

### Singlespromocionais
| Título           | Ano  | Álbum                     |
| ---------------- | ---- | ------------------------- |
| "Popstar"        | 2002 | Rouge                     |
| "Tudo É Rouge"   | 2013 | Adicionado à nenhum álbum |
| "Tudo Outra Vez" | 2013 | Adicionado à nenhum álbum |

## Outras aparições
| Título                  | Ano  | Outros artistas | Álbum                |
| ----------------------- | ---- | --------------- | -------------------- |
| "Nunca Deixe de Sonhar" | 2003 | KLB             | KLB: Ao Vivo         |
| "Hoje Eu Sei"           | 2003 | —               | Jamais te Esquecerei |
| "Hero"                  | 2003 | Iara Negrete    | Divas Acústico       |
| "Por Amor"              | 2003 | Br'oz           | Br'oz                |
| "Confia em Mim"         | 2018 | —               | Pedro Coelho         |
| "Sonhar pra Crescer"    | 2018 | —               | Pedro Coelho         |

## Videoclipes
| Título                  | Ano  | Diretor                 |
| ----------------------- | ---- | ----------------------- |
| "Não Dá Pra Resistir"   | 2002 | Pietro Sargentelli      |
| "Ragatanga"             | 2002 | Pietro Sargentelli      |
| "Brilha La Luna"        | 2003 | Pietro Sargentelli      |
| "Um Anjo Veio Me Falar" | 2003 | Alex Miranda e Ike Veit |
| "Un Angel Vive en Mi"   | 2003 | Alex Miranda e Ike Veit |
| "Vem Cair na Zueira"    | 2003 | Moacyr Góes             |
| "Blá Blá Blá"           | 2004 | Pietro Sargentelli      |
| "Sem Você"              | 2004 | Ike Veit                |
| "Vem Habib (Wala Wala)" | 2005 | Karina Ades             |
| "Bailando"              | 2018 | Os Primos               |
| "Confia em Mim"         | 2018 | Os Primos               |
| "Dona da Minha Vida"    | 2018 | Os Primos               |
| "Solo Tu"               | 2019 | Thiago Calviño          |